# Brayton Howard Ransom

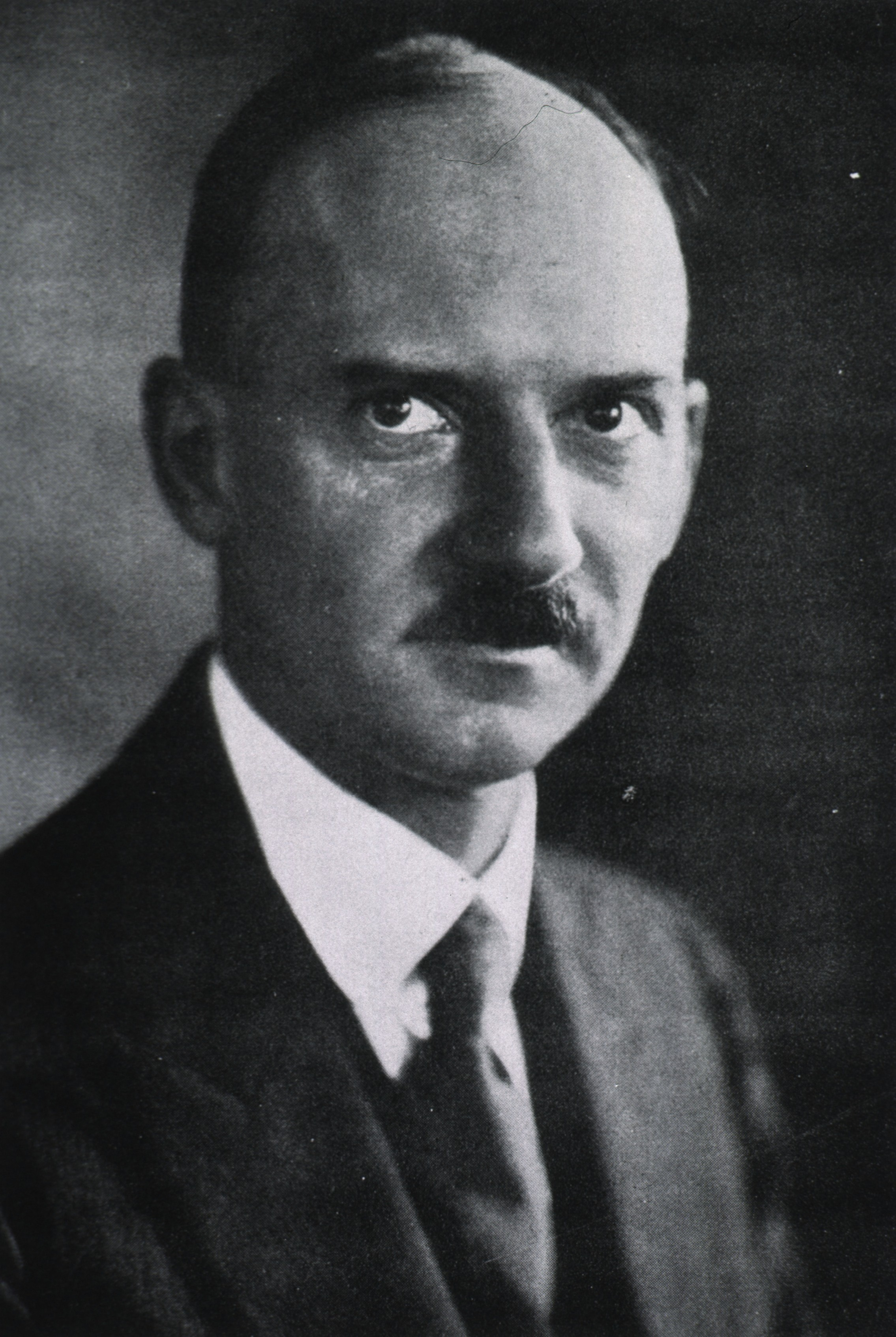
Brayton H. Ransom

Brayton H. Ransom (geb. 24. März 1879 in Missouri Valley (Iowa); gest. 17. September 1925 in Washington, D.C.) war ein US-amerikanischer Parasitologe. Er ist insbesondere mit seinen Arbeiten über parasitische Faden- und Bandwürmer bekannt geworden. Er entwickelte Maßnahmen zur Bekämpfung von Magenwürmern bei Schafen, von Trichinen und Finnen bei Schweinen und von Zecken bei Rindern.
Ransom besuchte die Schule in Bancroft (Nebraska) und studierte anschließend an der University of Nebraska. Dort erwarb er 1900 den Master of Science und 1908 den Ph. D. 1902 wurde er Assistent am Hygieneinstitut des U.S. Health and Marine Hospital Service. Im Folgejahr wechselte er an das Zoologische Labor des Bundesbüros für Animal Industry des Landwirtschaftsministeriums der Vereinigten Staaten, dessen Leiter er 1906 wurde. In dieser Position war er gleichzeitig auch assistierender Kurator des National Museum of Natural History.
Ransom war Gründungsmitglied der American Society of Parasitologists und der Helminthological Society of Washington und Fellow der American Association for the Advancement of Science. Er gehörte den Schriftleitungen des Journal of Parasitology und des American Journal of Tropical Medicine an.
Ransom starb bereits im Alter von 46 Jahren nach mehrwöchiger Krankheit. Trotz seines frühen Todes verfasste er über 160 wissenschaftliche Arbeiten. Er benannte unter anderem die Familie Trichuridae und die Gattung Nematodirus. Er war Erstbeschreiber des Bandwurms Metroliasthes lucida.

## Werke
- The Gid Parasite ("Coenurus cerebralis"), its presence in American sheep (1905)
- The life history of the twisted wireworm (1906)
- Stomach worms ("Haemonchus contortus") in sheep (1907)
- Notes on parasitic nematodes, including descriptions of new genera and species, and observations on life histories (1907)
- The Taenioid Cestodes of North American Birds (1909)
- The Nematodes parasitic in the alimentary tract of cattle, sheep, and other ruminants (1911)
- Measles in cattle (1913)